# Adri Karsenberg
Adri Karsenberg was van 1988 tot 1996 de drummer van de popgroep Fratsen. Na het opheffen van Fratsen begonnen Karsenberg en frontman André Manuel een nieuwe band, Krang, die tot 2004 heeft bestaan. Tevens heeft Karsenberg gedrumd in de groep Dancing Dollekamp. Voor de CD's van deze bands heeft hij de albumhoezen ontworpen. Sinds 2009 komt Fratsen weer regelmatig bij elkaar voor concerten en nieuwe albums.
Karsenberg is tevens werkzaam bij Metropool in Hengelo.